# Thysanotus glaucus
Thysanotus glaucus är en sparrisväxtart som beskrevs av Stephan Ladislaus Endlicher. Thysanotus glaucus ingår i släktet Thysanotus och familjen sparrisväxter. Inga underarter finns listade i Catalogue of Life.